# Kommunalwahl in München 2008

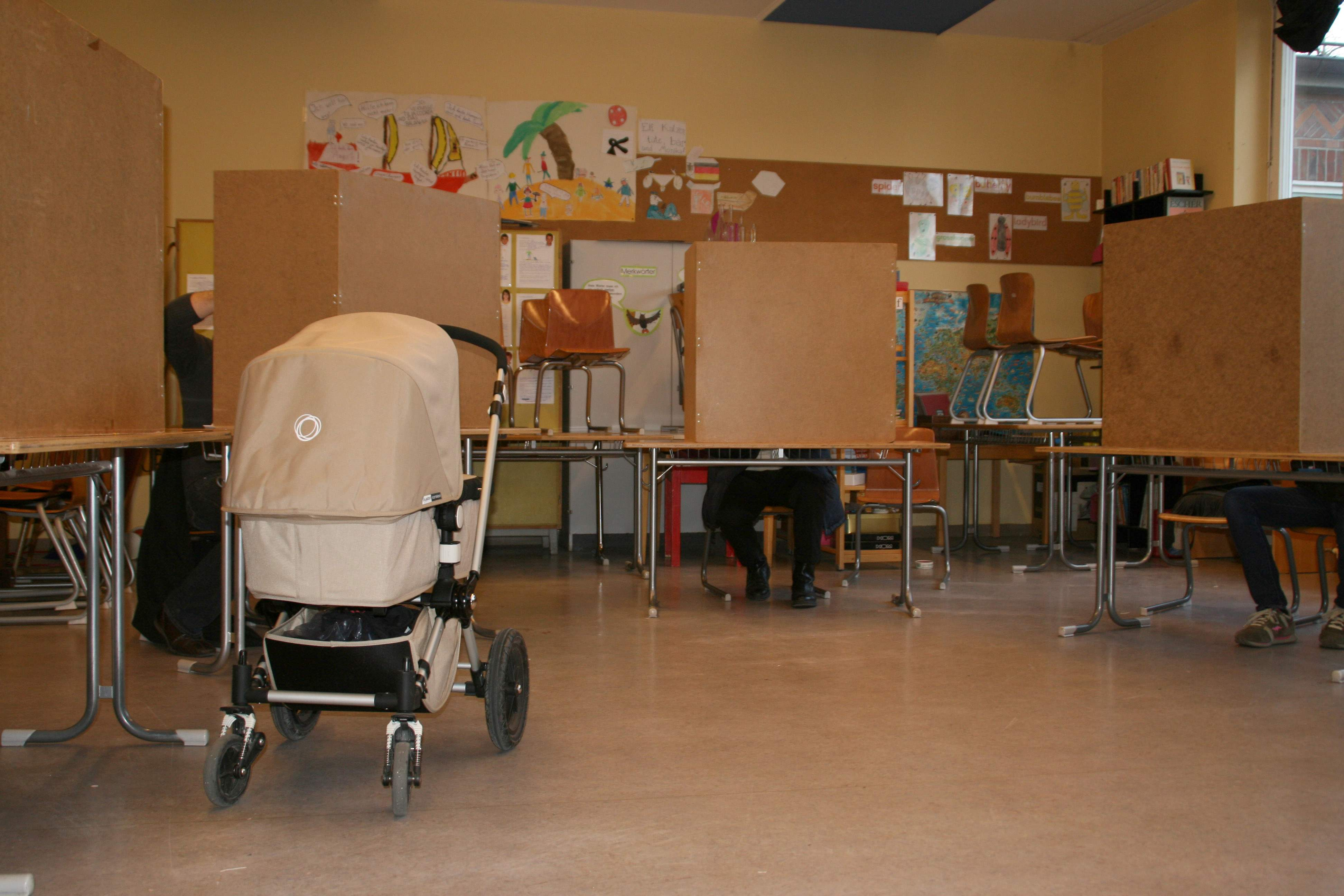
Blick in ein Wahllokal in einer Münchner Schule.

Die Kommunalwahl in München 2008 fand, wie in ganz Bayern, am 2. März 2008 statt. In München wurden zusätzlich zum Oberbürgermeister und zum Stadtrat auch noch die Bezirksausschüsse gewählt.

## Wahlbeteiligung
Die Wahlbeteiligung betrug bei 989.782 Stimmberechtigten 47,6 Prozent (2002: 50,9 Prozent). Auch bei der Briefwahl sank die Beteiligung von 23,5 Prozent (2002) auf 22,1 Prozent (2008). Die Anzahl der Stimmberechtigten war seit 2002 um ca. 84.000 gestiegen. Dies lag an einem starken Zuzug in diesem Zeitraum, an der Einführung der Zweitwohnungsteuer (die viele zur Anmeldung eines Erstwohnsitzes veranlasste) und der erleichterten Einbürgerung für Ausländer.

## Wahlbezirke
Vor der Kommunalwahl erfolgte eine Neueinteilung der Stimmbezirke. Es wurden insgesamt 14 zusätzliche Wahllokale eingerichtet, jedoch auch sieben Wahllokale eingespart. Damit erhöhte sich die Anzahl der Stimmbezirke bei der Kommunalwahl 2008 insgesamt von 656 auf 663.

## Wahl des Oberbürgermeisters
In München lautet der Titel des amtierenden Bürgermeisters Oberbürgermeister. Die zweiten und dritten Bürgermeister werden aus den Reihen des Stadtrates von diesem Gremium direkt gewählt. Christian Ude wurde im ersten Wahlgang mit absoluter Stimmenmehrheit zum dritten Mal wiedergewählt. Zweite Bürgermeisterin wurde Christine Strobl (SPD), dritter Bürgermeister wurde Hep Monatzeder (Die Grünen).
|              | Kandidat         | Stimmen (absolut) | Stimmen (in Prozent) |
| SPD          | Christian Ude    | 312.526           | 66,8                 |
| CSU          | Josef Schmid     | 114.413           | 24,4                 |
| Die Grünen   | Hep Monatzeder   | 15.921            | 3,4                  |
| FDP          | Michal Mattar    | 12.676            | 2,7                  |
| ödp          | Markus Hollemann | 4.502             | 1,0                  |
| Freie Wähler | Michael Piazolo  | 8.101             | 1,7                  |

## Stadtratswahl

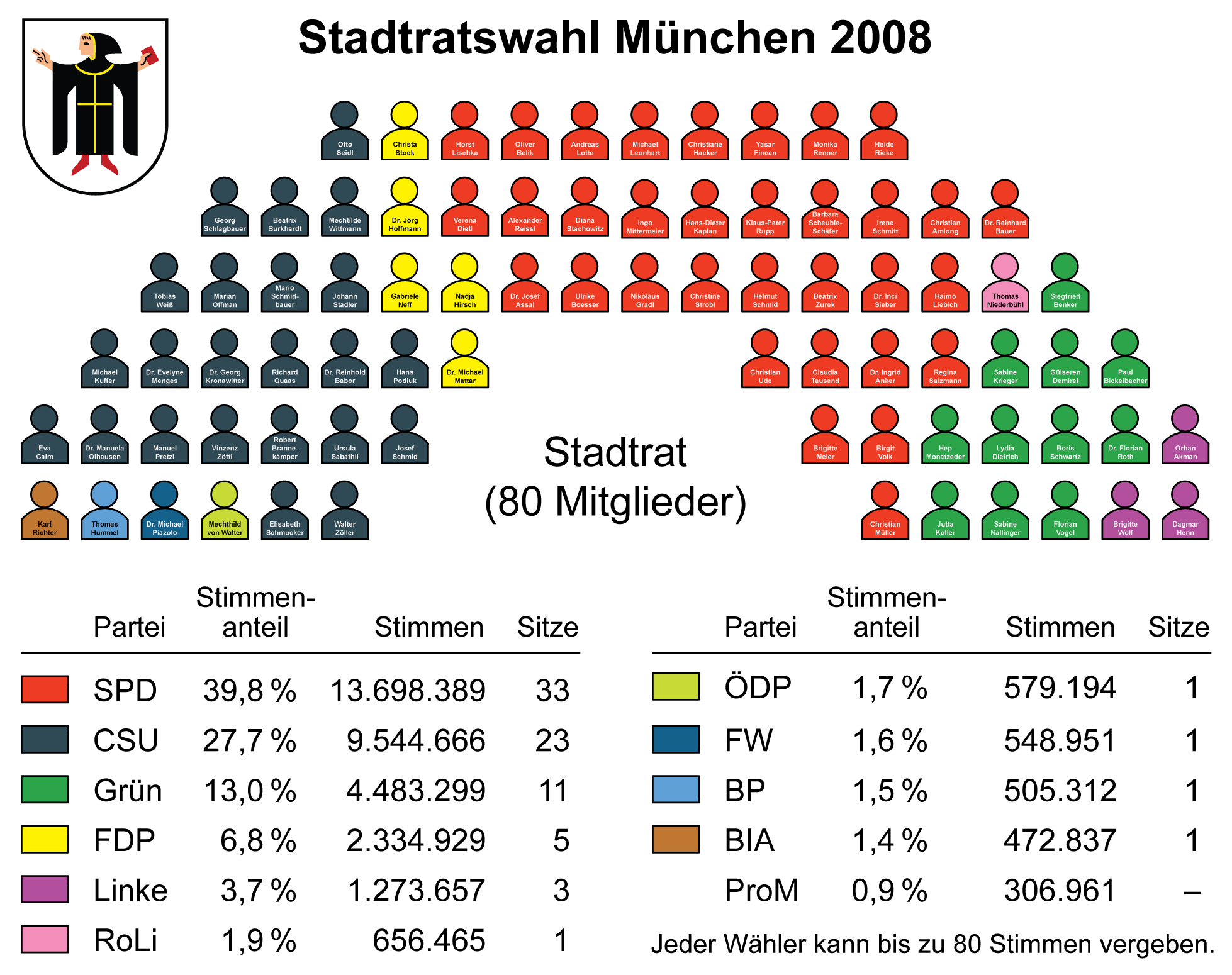
Ergebnis der Stadtratswahl 2008

Auch wenn München mit über 1,3 Millionen Einwohnern die größte Stadt mit einer Kommunalverwaltung in Deutschland ist (Berlin und Hamburg sind Bundesländer mit den entsprechenden Institutionen), sind die Stadträte ehrenamtlich tätig. Die berufsmäßigen Stadträte (in München als Leiter der jeweiligen Referate als Referenten bezeichnet) werden direkt vom Stadtrat für 6 Jahre gewählt. Sie sind Mitglied des Stadtrates und haben Rede-, aber kein Stimmrecht. Aufgrund von Rücktritten und Pensionierungen finden die Wahlen der Referenten zu verschiedenen Terminen statt, unabhängig von der Kommunalwahl.
|                                         | Stimmen (absolut) | Stimmen (in %) | Veränderung zu 2002 (in %-Punkten) | Stadtratssitze |
| SPD                                     | 13.698.389        | 39,8           | −2,1                               | 33             |
| CSU                                     | 9.544.666         | 27,7           | −8,3                               | 23             |
| Die Grünen                              | 4.483.299         | 13,0           | +3,4                               | 11             |
| FDP                                     | 2.334.929         | 6,8            | +3,2                               | 5              |
| Die Linke                               | 1.273.657         | 3,7            | +2,3                               | 3              |
| Rosa Liste                              | 656.465           | 1,9            | −0,1                               | 1              |
| ödp                                     | 579.194           | 1,7            | +0,5                               | 1              |
| Freie Wähler                            | 548.951           | 1,6            | +0,4                               | 1              |
| Bayernpartei                            | 505.312           | 1,5            | nicht angetreten                   | 1              |
| Bürgerinitiative Ausländerstopp München | 472.837           | 1,4            | nicht angetreten                   | 1              |
| Bürgerbewegung Pro München              | 306.961           | 0,9            | nicht angetreten                   | -              |

Bei der Kommunalwahl in Bayern können die Wähler bis zu 80 Einzelstimmen vergeben und zusätzlich kumulieren und panaschieren, daher ist die Stimmenzahl um ein Vielfaches größer als die Zahl der Stimmberechtigten.

## Bezirksausschusswahl
In Städten mit mehr als einer Million Einwohnern müssen in Bayern Bezirksausschüsse gebildet werden (Art. 60 Abs. 2 Satz 3 der Gemeindeordnung). Diese haben die Aufgabe, stadtteilbezogene Anliegen der Bürger zu unterstützen und durchzusetzen. Man spricht auch von einem "Stadtteil-Parlament". Nach der Gemeindeordnung für den Freistaat Bayern (Art. 60 Abs. 3 Satz 2) erfolgte die Wahl gleichzeitig mit den Stadtratsmitgliedern für die Wahlzeit des Stadtrats.
Ergebnisse:
|                                                        | CSU (in %) | SPD (in %) | Die Grünen (in %) | FDP (in %) | Rosa Liste (in %) | DaGG/ÖDP (in %) | Grüne/ÖDP (in %) |
| Altstadt-Lehel                                         | 27,9       | 33,8       | 24,3              | 14,0       | –                 | –               | –                |
| Ludwigsvorstadt-Isarvorstadt                           | 19,5       | 31,0       | 29,4              | 7,2        | 12,9              | –               | –                |
| Maxvorstadt                                            | 24,3       | 38,4       | 26,9              | 10,4       | –                 | –               | –                |
| Schwabing-West                                         | 23,8       | 43,6       | 22,5              | 10,1       | –                 | –               | –                |
| Au-Haidhausen                                          | 20,8       | 39,5       | 30,9              | 8,8        | –                 | –               | –                |
| Sendling                                               | 26,6       | 42,7       | 23,0              | 7,7        | –                 | –               | –                |
| Sendling-Westpark                                      | 34,9       | 39,5       | 17,8              | 7,8        | –                 | –               | –                |
| Schwanthalerhöhe                                       | 19,4       | 44,5       | 29,8              | 6,3        | –                 | –               | –                |
| Neuhausen-Nymphenburg                                  | 26,6       | 41,4       | 20,1              | 7,6        | –                 | 4,3             | –                |
| Moosach                                                | 32,7       | 50,7       | –                 | 5,5        | –                 | –               | 11,1             |
| Milbertshofen-Am Hart                                  | 30,1       | 48,2       | –                 | 7,2        | –                 | –               | 14,5             |
| Schwabing-Freimann                                     | 30,4       | 41,3       | 17,7              | 10,6       | –                 | –               | –                |
| Bogenhausen                                            | 35,3       | 37,3       | 13,0              | 11,2       | –                 | –               | –                |
| Berg am Laim                                           | 32,3       | 44,9       | 14,3              | 8,5        | –                 | 3,2             | –                |
| Trudering-Riem                                         | 45,1       | 33,0       | 14,4              | 7,5        | –                 | –               | –                |
| Ramersdorf-Perlach                                     | 34,4       | 43,6       | 11,3              | 6,4        | –                 | 4,3             | –                |
| Obergiesing                                            | 27,2       | 45,3       | 19,2              | 8,3        | –                 | –               | –                |
| Untergiesing-Harlaching                                | 32,9       | 38,4       | 20,0              | 8,7        | –                 | –               | –                |
| Thalkirchen-Obersendling-Forstenried-Fürstenried-Solln | 36,4       | 37,9       | 15,3              | 10,4       | –                 | –               | –                |
| Hadern                                                 | 42,4       | 37,0       | 12,7              | 7,9        | –                 | –               | –                |
| Pasing-Obermenzing                                     | 38,3       | 36,1       | 16,3              | 9,3        | –                 | –               | –                |
| Aubing-Lochhausen-Langwied                             | 38,6       | 41,6       | 12,9              | 6,9        | –                 | –               | –                |
| Allach-Untermenzing                                    | 47,1       | 32,9       | 13,1              | 6,9        | –                 | –               | –                |
| Feldmoching-Hasenbergl                                 | 38,8       | 45,6       | 8,3               | 7,3        | –                 | –               | –                |
| Laim                                                   | 32,3       | 44,4       | 15,7              | 7,6        | –                 | –               | –                |

In drei Stadtbezirken sind die Wählergruppe David gegen Goliath (DaGG) und die Ökologisch-Demokratische Partei (ÖDP) mit einer gemeinsamen Wahlliste zu Bezirksausschusswahlen angetreten. In zwei Stadtbezirken haben sich die Grünen mit der ÖDP auf gemeinsame Wahllisten geeinigt.